# واله کاستلانا
واله کاستلانا (به ایتالیایی: Valle Castellana) یک کومونه در ایتالیا است که در استان تیرامو واقع شده‌است.

## خصوصیات
واله کاستلانا ۱۳۴ کیلومترمربع مساحت و ۱٬۱۵۸ نفر جمعیت دارد و ۶۲۵ متر بالاتر از سطح دریا واقع شده‌است.